# Robert Varnajo
Robert Varnajo (Curzon, 1º maggio 1929 – La Roche-sur-Yon, 13 febbraio 2024) è stato un ciclista su strada e pistard francese, professionista dal 1951 al 1965.

## Biografia
Da dilettante, fra il 1949 e il 1950, vinse il campionato nazionale 1949 e arrivò secondo nella prova in linea dilettanti nel 1950. Professionista dal 1951 al 1965, ottenne la vittoria più prestigiosa in una tappa del Tour de France 1954.

## Palmarès

### Strada
- 1951 (Dilettanti)

Campionati francesi, Prova in linea Dilettanti
- 1950 (Dilettanti)

Parigi-Vierzon
- 1951 (Gitane, cinque vittorie)

Circuit du Mont-Blanc
4ª tappa Tour d'Algérie
5ª tappa Tour d'Algérie
Grand Prix Libre Poitou
4ª tappa Tour du Sud-Est
- 1952 (Gitane, una vittoria)

Parigi-Camembert
- 1953 (Gitane, quattro vittorie)

2ª tappa Tour de l'Ouest
4ª tappa Tour de l'Ouest
6ª tappa Tour de l'Ouest
Parigi-Bourges
- 1954 (Gitane, due vittorie)

Boucles de la Seine
23ª tappa Tour de France (Troyes > Parigi)
- 1957 (Essor, una vittoria)

3ª tappa Tour de Normandie
- 1960 (Rapha-Gitane, una vittoria)

2ª tappa Tour de l'Ariège

### Pista
- 1962 (Saint Raphael)

Campionati francesi, Mezzofondo
- 1963 (Saint Raphael)

Campionati francesi, Mezzofondo
- 1963 (Saint Raphael)

3º Campionati del mondo (Mezzofondo)
- 1964 (Saint Raphael)

Campionati francesi, Mezzofondo

## Piazzamenti

### Grandi Giri
- Giro d'Italia

1958: 73º
- Tour de France

1954: 41º
1955: ritirato (8ª tappa)
1958: ritirato (17ª tappa)